# Baeksang Arts Awards de 2017
A 53ª cerimônia anual do Baeksang Arts Awards foi realizada no dia 3 de maio de 2017. A emissora por assinatura JTBC transmitiu o evento ocorrido no COEX Convention & Exhibition Center em Seul.
Os indicados foram anunciados durante o mês de abril de 2017. A série Guardian: The Lonely and Great God recebeu o maior número de indicações. As maiores honras da noite, o Grande Prêmio (Daesang), foram entregues a Park Chan-wook, diretor do filme The Handmaiden na categoria cinema e a Kim Eun-sook, escritora de  Guardian: The Lonely and Great God, pela categoria televisão.

## Vencedores e indicados
Lista completa de indicados e vencedores (este último indicado em negrito).

### Cinema
| Grande Prêmio | Grande Prêmio |
| --- | --- |
| Park Chan-wook - The Handmaiden | |
| Melhor Filme | Melhor Diretor |
| - The Wailing - The Age of Shadows - Train to Busan - The Handmaiden - Asura: The City of Madness | - Kim Ji-woon - The Age of Shadows - Kim Sung-su - Asura: The City of Madness - Na Hong-jin - The Wailing - Park Chan-wook - The Handmaiden - Hong Sang-soo - On the Beach at Night Alone |
| Melhor Ator | Melhor Atriz |
| - Song Kang-ho - The Age of Shadows - Kwak Do-won - The Wailing - Yoo Hae-jin - Luck Key - Lee Byung-hun - Master - Ha Jung-woo - The Tunnel | - Son Ye-jin - The Last Princess - Kim Min-hee - The Handmaiden - Kim Hye-soo - Familyhood - Youn Yuh-jung - The Bacchus Lady - Han Ye-ri - Worst Woman |
| Melhor Ator Coadjuvante | Melhor Atriz Coadjuvante |
| - Kim Eui-sung - Train to Busan - Ma Dong-seok - Train to Busan - Bae Sung-woo - The King - Uhm Tae-goo - The Age of Shadows - Cho Jin-woong - The Handmaiden | - Kim So-jin - The King - Ra Mi-ran - The Last Princess - Bae Doo-na - The Tunnel - Chun Woo-hee - The Wailing - Han Ji-min - The Age of Shadows |
| Melhor Ator Revelação | Melhor Atriz Revelação |
| - Ryu Jun-yeol - The King - Do Kyung-soo - My Annoying Brother - Woo Do-hwan - Master - Ji Chang-wook - Fabricated City - Han Jae-young - New Trial | - Lee Sang-hee - Our Love Story - Kim Tae-ri - The Handmaiden - Kim Hwan-hee - The Wailing - Im Yoon-ah - Confidential Assignment - Choi Soo-in - The World of Us |
| Melhor Diretor Revelação | Melhor Roteiro |
| - Yeon Sang-ho - Train to Busan - Yoon Ga-eun - The World of Us - Lee Yo-seob - The Queen of Crime - Lee Joo-young - Single Rider - Lee Hyun-joo - Our Love Story | - Yoon Ga-eun - The World of Us - Na Hong-jin - The Wailing - Lee Ji-min, Park Jong-dae - The Age of Shadows - Park Chan-wook, Jung Seo-kyung - The Handmaiden - Kim Sung-su - Asura: The City of Madness |
| Ator Mais Popular | Atriz Mais Popular |
| - Do Kyung-soo - My Annoying Brother - - Kang Ha-neul - New Trial - Kwak Do-won - The Wailing - Kim Nam-gil - Pandora - Kim Woo-bin - Master - Ryu Jun-yeol - The King - Ma Dong-seok - Train to Busan - Bae Seong-woo - The King - Song Kang-ho - The Age of Shadows - Ha Jung-woo - The Tunnel - Hyun Bin - Confidential Assignment - Park Jin-young - A Stray Goat - Xiumin - Seondal: The Man Who Sells the River - Yoo Hae-jin - Luck Key - Lee Byung-hun - Master - Jung Woo - New Trial - Jung Woo-sung - The King - Jo In-sung - The King - Ji Chang-wook - Fabricated City - Hwang Jung-min - The Wailing | - Im Yoon-ah - Confidential Assignment - - Go Ara - Phantom Detective - Kim Min-hee - The Handmaiden - Kim Tae-ri - The Handmaiden - Kim Hae-sook - The Handmaiden - Kim Hye-soo - Familyhood - Kim Hwan-hee - The Wailing - Ra Mi-ran - The Last Princess - Bae Doona - The Tunnel - Seo Ye-ji - Another Way - Son Ye-jin - The Last Princess - Soo Ae - Run-off - Shim Eun-kyung - Queen of Walking - Ahn So-hee - Single Rider - Uhm Ji-won - Missing - Youn Yuh-jung - The Bacchus Lady - Jung Yu-mi - Train to Busan - Chun Woo-hee - The Wailing - Han Ye-ri - Worst Woman - Han Ji-min - The Age of Shadows |

### Filmes com múltiplas indicações
| Indicações | Filme                      |
| ---------- | -------------------------- |
| 10         | The Handmaiden             |
| 8          | The Age of Shadows         |
| 7          | The Wailing                |
| 7          | The King                   |
| 6          | Train to Busan             |
| 4          | The Last Princess          |
| 3          | Asura: The City of Madness |
| 2          | Confidential Assignment    |
| 2          | Fabricated City            |
| 2          | Familyhood                 |
| 2          | Master                     |
| 2          | My Annoying Brother        |
| 2          | New Trial                  |
| 2          | The Tunnel                 |
| 2          | Worst Woman                |

### Filmes com múltiplos prêmios
| Prêmios | Filme              |
| ------- | ------------------ |
| 2       | The Age of Shadows |
| 2       | Train to Busan     |
| 2       | The King           |

### Televisão
| Grande Prêmio | Melhor Drama |
| --- | --- |
| - Kim Eun-sook - Guardian: The Lonely and Great God | - Dear My Friends (tvN) - W - Two Worlds (MBC) - Love in the Moonlight (KBS2) - Dr. Romantic (SBS) - Guardian: The Lonely and Great God (tvN) |
| Melhor Programa Educacional | Melhor Programa de Entretenimento |
| - Ssulzun (JTBC) - I Would Like to Know - Docuprime Democracy - Special Knowledge - Imjin War 1592 | - Mom's Diary - My Ugly Duckling (SBS) - I Live Alone (MBC) - Show Me the Money 5 (Mnet) - Knowing Bros (JTBC) - Phantom Singer (JTBC) |
| Melhor Diretor | Melhor Roteiro |
| - Yoo In-sik - Dr. Romantic - Song Hyun-wook - Another Miss Oh - Lee Eung-bok - Guardian: The Lonely and Great God - Jung Dae-yoon - W - Two Worlds - Hong Jong-chan - Dear My Friends | - Noh Hee-kyung - Dear My Friends - Kim Eun-sook - Guardian: The Lonely and Great God - Kang Eun-kyung - Dr. Romantic - Park Hae-young - Another Miss Oh - Song Jae-jung - W - Two Worlds |
| Melhor Ator | Melhor Atriz |
| - Gong Yoo - Guardian: The Lonely and Great God - Namkoong Min - Good Manager - Park Bo-gum - Love in the Moonlight - Jo Jung-suk - Jealousy Incarnate - Han Suk-kyu - Dr. Romantic | - Seo Hyun-jin - Another Miss Oh - Kim Go-eun - Guardian: The Lonely and Great God - Kim Ha-neul - On the Way to the Airport - Park Bo-young - Strong Woman Do Bong-soon - Park Shin-hye - Doctor Crush |
| Melhor Ator Revelação | Melhor Atriz Revelação |
| - Kim Min-seok - Doctor Crush - Gong Myung - Drinking Solo - Kim Min-jae - Dr. Romantic - Ji Soo - Strong Woman Do Bong-soon - Jinyoung - Love in the Moonlight | - Lee Se-young - The Gentlemen of Wolgyesu Tailor Shop - Kang Han-na - Moon Lovers: Scarlet Heart Ryeo - Gong Seung-yeon - The Master of Revenge - Bang Min-ah - Beautiful Gong Shim - Nana - The Good Wife |
| Melhor Artista de Variedades – Masculino | Melhor Artista de Variedades – Feminino |
| - Yang Se-hyung - Scene Stealer - Drama War - Kim Gook-jin - Flaming Youth - Kim Jong-min - 2 Days & 1 Night - Park Soo-hong - Mom's Diary - My Ugly Duckling - Yu Min-sang - Gag Concert | - Park Na-rae - I Live Alone - Kim Sook - Sister's Slam Dunk - Lee Soo-ji - Gag Concert - Jang Do-yeon - Comedy Big League - Hong Yoon-hwa - People Looking for a Laugh |
| Ator Mais Popular | Atriz Mais Popular |
| - Park Bo-gum - Love in the Moonlight - Gong Yoo - Guardian: The Lonely and Great God - Yoon Kye-sang - The Good Wife - Lee Dong-wook - Guardian: The Lonely and Great God - Lee Min-ho - The Legend of the Blue Sea - Lee Jong-suk - W - Lee Joon-gi - Moon Lovers: Scarlet Heart Ryeo - Jung Kyung-ho - Missing 9 - Jo Jung-suk - Jealousy Incarnate - Byun Baek-hyun - Moon Lovers: Scarlet Heart Ryeo - Nam Joo-hyuk - Weightlifting Fairy Kim Bok-joo - Cho Jin-woong - Entourage - Ji Sung - Defendant - Jinyoung - Love in the Moonlight - Namkoong Min - Good Manager - Ha Seok-jin - Drinking Solo - Eric Mun - Another Miss Oh - Yook Sung-jae - Guardian: The Lonely and Great God - Park Hyung-sik - Strong Woman Do Bong-soon - Seo In-guk - Shopaholic Louis | - Kim Yoo-jung - Love in the Moonlight - - Kim Ha-neul - On the Way to the Airport - Nana - The Good Wife - Nam Ji-hyun - Shopaholic Louis - Bang Min-ah - Beautiful Gong Shim - Park Bo-young - Strong Woman Do Bong-soon - Han Hyo-joo - W - Gong Seung-yeon - The Master of Revenge - Gong Hyo-jin - Jealousy Incarnate - Kim Go-eun - Guardian: The Lonely and Great God - Seo Hyun-jin - Another Miss Oh - Yoo In-na - Guardian: The Lonely and Great God - Lee Se-young - The Gentlemen of Wolgyesu Tailor Shop - Lee Young-ae - Saimdang, Light's Diary - IU - Moon Lovers: Scarlet Heart Ryeo - Jeon Do-yeon - The Good Wife - Jun Ji-hyun - The Legend of the Blue Sea - Park Shin-hye - Doctor Crush - Park Ha-sun - Drinking Solo - Park Hye-su - Age of Youth |

### Outros prêmios
| Prêmio Fashion InStyle | Prêmio de Realização |
| ---------------------- | -------------------- |
| - Kim Ha-neul          | - Kim Young-ae       |

### Programas com múltiplas indicações
| Indicações | Programa de Televisão              |
| ---------- | ---------------------------------- |
| 11         | Guardian: The Lonely and Great God |
| 6          | Love in the Moonlight              |
| 5          | Dr. Romantic                       |
| 5          | W - Two Worlds                     |
| 4          | The Good Wife                      |
| 4          | Moon Lovers: Scarlet Heart Ryeo    |
| 4          | Strong Woman Do Bong-soon          |
| 3          | Another Miss Oh                    |
| 3          | Dear My Friends                    |
| 3          | Drinking Solo                      |
| 3          | Jealousy Incarnate                 |
| 2          | Doctor Crush                       |
| 2          | Gag Concert                        |
| 2          | I Live Alone                       |
| 2          | The Legend of the Blue Sea         |

### Programas com múltiplos prêmios
| Prêmios | Programas de Televisão             |
| ------- | ---------------------------------- |
| 2       | Dear My Friends                    |
| 2       | Guardian: The Lonely and Great God |
| 2       | Love in the Moonlight              |